# Florida State Road 31
Die Florida State Road 31 ist eine State Route im US-Bundesstaat Florida, die auf einer Länge von 59 Kilometern von Fort Myers Shores im Lee County bis nach Arcadia ins DeSoto County führt. Die Straße wird vom Florida Department of Transportation (FDOT) betrieben.

## Streckenverlauf
Die Straße beginnt als nördlicher Abzweig von der State Road 80 bei Fort Myers Shores und quert anschließend den Caloosahatchee River, bevor die State Road 78 gequert wird. Am östlichen Stadtrand von Arcadia mündet die Straße schließlich in die State Road 70 und endet.